# Jeremy Zammit
Jeremy Zammit (* 2. September 2004) ist ein maltesischer Leichtathlet, der sich auf den Weitsprung spezialisiert hat.

## Sportliche Laufbahn
Erste internationale Erfahrungen sammelte Jeremy Zammit im Jahr 2021, als er bei den U20-Europameisterschaften in Tallinn mit einer Weite von 7,62 m den fünften Platz im Weitsprung belegte. Anschließend gelangte er bei den U20-Weltmeisterschaften in Nairobi mit 7,42 m auf Rang sieben.
2021 wurde Zammit maltesischer Meister im Weitsprung.

## Persönliche Bestleistungen
- Weitsprung: 7,62 m (+0,8 m/s), 16. Juli 2021 in Tallinn (maltesischer U20-Rekord)
  - Weitsprung (Halle): 6,38 m, 18. Januar 2020 in Kuldīga